# Afrocanthium peteri
Afrocanthium peteri är en måreväxtart som först beskrevs av Diane Mary Bridson, och fick sitt nu gällande namn av Henrik Lantz. Afrocanthium peteri ingår i släktet Afrocanthium och familjen måreväxter. Inga underarter finns listade i Catalogue of Life.